# 五唑氯化铵𰽽
五唑氯化铵𰽽是一种无机化合物，化学式为(H3O)3(NH4)4(N5)6Cl。它可以3,5-二甲基-4-羟基苯基五唑（HPP）、间氯过氧苯甲酸和甘氨酸亚铁为原料反应得到。它可以稳定至117 °C，它热分解放出叠氮化氢。它和硝酸钴反应，可以得到橙色的五唑化钴（Co(N5)2(H2O)4·4H2O）。它在乙酸乙酯中于30 °C分解，生成叠氮化铵。

## 拓展阅读
- Chen Yang, Chong Zhang, Zhansheng Zheng, Chao Jiang, Jun Luo, Yang Du, Bingcheng Hu, Chengguo Sun, Karl O. Christe. . Journal of the American Chemical Society. 2018-12-05, 140 (48): 16488–16494  [2021-11-10]. ISSN 0002-7863. doi:10.1021/jacs.8b05106. （原始内容存档于2021-11-10） （英语）.